# LVR-Industriemuseum Oberhausen

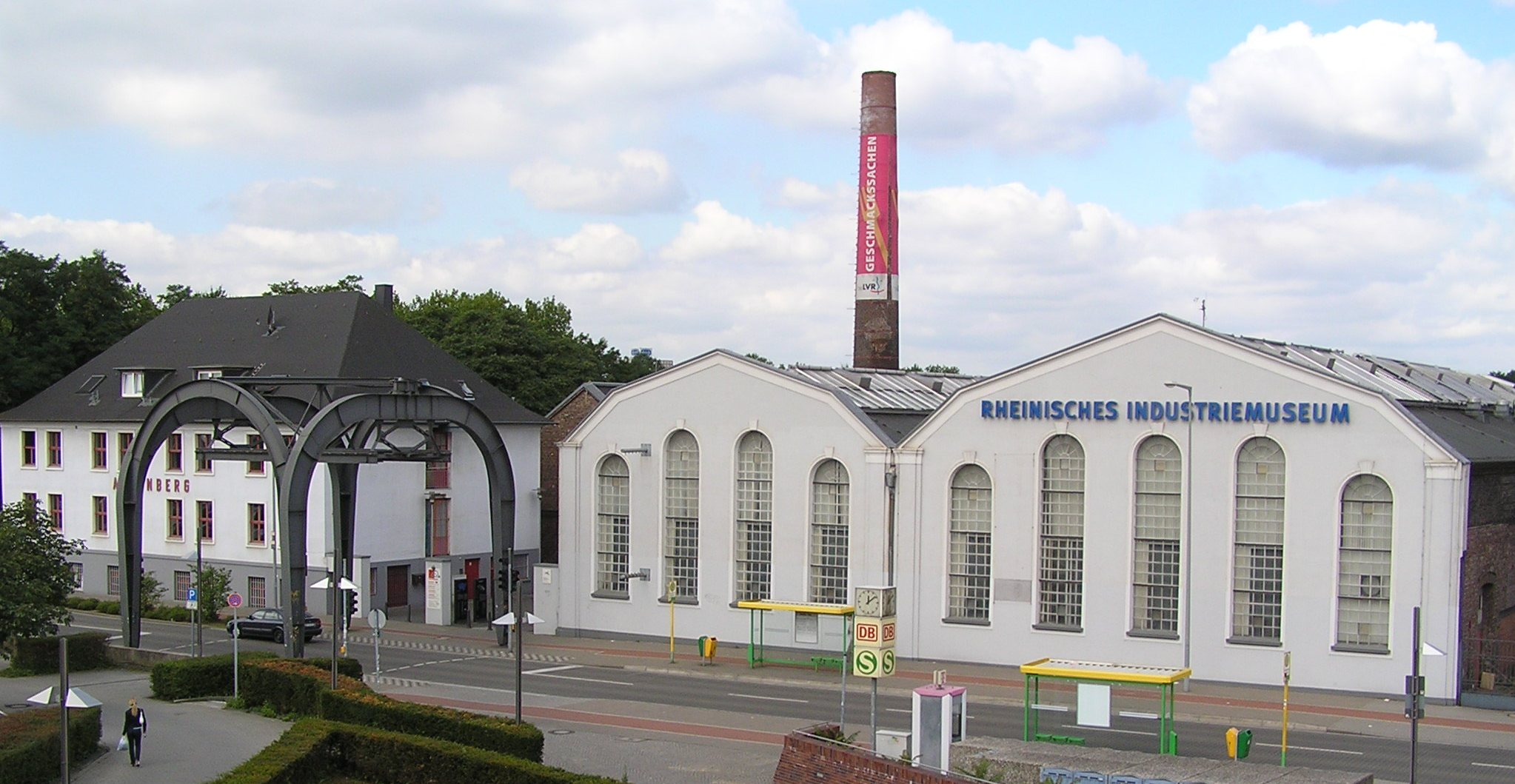
Das Industriemuseum in der ehemaligen Zinkhütte Altenberg (2005)

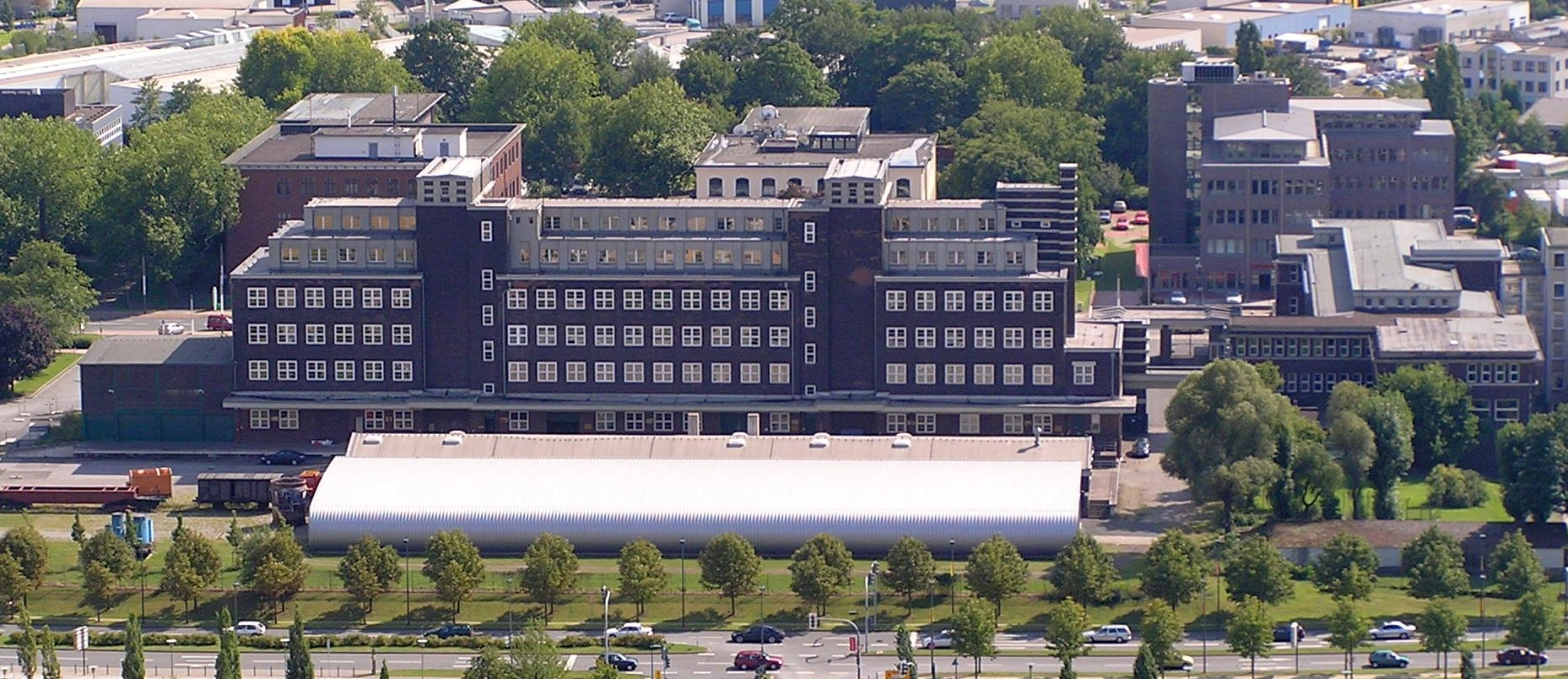
Das Museumsdepot im Peter-Behrens-Bau (2005)

Das LVR-Industriemuseum, Schauplatz Oberhausen, ist einer von sechs Standorten des LVR-Industriemuseums. Zum Museum gehören:
- Das Museum in der Zinkfabrik Altenberg mit der Dauerausstellung Schwerindustrie (direkt am Oberhausener Hauptbahnhof).
- Der Museumsbahnsteig (Großexponate im Hauptbahnhof, auf den Gleisen 4 und 5).
- Das Museum Eisenheim in der gleichnamigen Arbeitersiedlung in der Berliner Straße in Oberhausen Osterfeld
- Die 1758 errichtete St.-Antony-Hütte, welche die erste Eisenhütte im Ruhrgebiet war.

Die vollständig erhaltene und unter Denkmalschutz stehende Zinkfabrik wurde 1981 geschlossen. 1984 wurde sie vom Landschaftsverband Rheinland (LVR) übernommen und als Hauptsitz des Museums ausgebaut, das seit 1997 geöffnet ist.
In der 3500 Quadratmeter großen Ausstellung „Schwerindustrie“ finden sich Exponate aus der 150-jährigen Geschichte der Eisen-, Stahl- und Zinkindustrie im Ruhrgebiet. Zu besichtigen ist unter anderem ein Dampfhammer des ehemaligen Bochumer Vereins, aber auch Kokillen, Walzen und eine Dampflokomotive.
Der Schauplatz Oberhausen des LVR-Industriemuseums ist Ankerpunkt der Route der Industriekultur.
Zur ebenfalls in Oberhausen ansässigen Zentrale des LVR-Industriemuseums gehören neben Direktion und Verwaltung auch verschiedene Werkstätten und das zentrale Sammlungsdepot im Peter-Behrens-Bau, dem denkmalgeschützten ehemaligen Hauptlagerhaus der Gutehoffnungshütte.
Vom 27. September 2001 bis zum 17. März 2002 gab es die Sonderausstellung Ford in Fahrt. Anlass war das 70-jährige Jubiläum der Ford-Werke in Köln. Damals wurden 17 alte Autos von Ford ausgestellt.